# Estádio Flavia de Oliveira
Estádio Flavia de Oliveira – stadion piłkarski w Manicoré, Amazonas, Brazylia. Na którym swoje mecze rozgrywa klub Centro de Desinvolvimento Comunitário Manicoré.